# 데리하 세키스이 하우스 아레나
데리하 세키스이 하우스 아레나(일본어: 照葉積水ハウスアリーナ)는 후쿠오카현 후쿠오카시 히가시구 가시테리아에 위치하고 있는 체육관이다. 당초의 이름은 후쿠오카시 종합체육관이라는 이름을 지었으며, 2017년 2월 1일 착공, 2018년 12월 1일 공식적으로 준공되었다. 그러나 이 경기장은 주로 농구 경기를 위주로 시합하고 있는 전용 경기장으로 활용되고 있는 것으로 드러나고 있으며 수용 가능한 좌석은 무려 5,042석에 이르고 있다. 위치는 후쿠오카 아일랜드시티에 위치하고 있어, 인근에는 아일랜드시티 중앙공원이 자리잡고 있다.

## 주요 시설
- 메인 아레나 (1 ~ 4층) : 경기면 70×45m, 관람석 약 5,000석 (1층은 1800석, 2층은 3200석)
- 서브 아레나 (1 ~ 2층) : 경기면 48×36m, 관람석 약 700석
- 무도장 (2 ~ 3층)
- 궁도장 (4층)
- 다목적실, 훈련실 (1층)